# Trichordestra luski
Trichordestra luski är en fjärilsart som beskrevs av Barnes och Mcdunnough 1913. Trichordestra luski ingår i släktet Trichordestra och familjen nattflyn. Inga underarter finns listade i Catalogue of Life.